# Edwin Zoetebier
Eduard Andreas Dominicus Hendricus Jozef (Edwin) Zoetebier (Purmerend, 7 mei 1970) is een Nederlands voormalig profvoetballer die dienstdeed als doelman.

## Spelerscarrière
Zijn carrière begon hij bij FC Volendam, waarvoor hij elf jaar actief was en waarmee hij een keer in de bekerfinale stond, welke verloren ging tegen Feyenoord. Hij maakte zijn debuut in het Nederlandse betaalde voetbal op 21 mei 1989 in de wedstrijd FC Twente-FC Volendam (3–0).
Zoetebier  probeerde het even in het buitenland bij het Engelse Sunderland, maar speelde daar enkel in twee duels om de League Cup. Hij keerde terug naar Nederland en kwam onder contract te staan bij Feyenoord. Ook hier zat hij op de bank achter de uitstekend presterende Jerzy Dudek.
Na drie seizoenen bankzitten bij Sunderland en Feyenoord maakte hij de overstap naar Vitesse waar hij een uitstekende indruk achter liet. Na een seizoen en een paar wedstrijden te hebben gespeeld voor Vitesse werd hij terug gehaald door Feyenoord waar hij ook uiterst verdienstelijk zijn doel verdedigde. Wekelijks stond hij in de basis, op enkele blessuregevallen na waarin hij werd vervangen door Patrick Lodewijks.
Tijdens zijn tweede verblijf bij Feyenoord won Zoetebier ook de UEFA Cup door in De Kuip met 3–2 te winnen van Borussia Dortmund. In 2004 verliet Zoetebier Feyenoord voor PSV, waar hij tweede doelman werd achter Heurelho da Silva Gomes, met wie hij samen het record in bezit heeft meeste minuten zonder tegendoelpunt (1110 minuten). Eind 2005 maakte Zoetebier bekend weg te willen bij PSV. Naar eigen zeggen was het geen schande tweede doelman te zijn achter Gomes, maar hij zou zijn carrière graag afsluiten met nog een à twee seizoenen wekelijks voetbal. Dat deed hij bij NAC Breda, waar hij een contract tekende voor twee jaar. In zijn tweede seizoen bij NAC kwam er vanwege een schouderblessure een vroegtijdig einde aan de carrière van Zoetebier; hij speelde in zijn laatste seizoen nog een duel.

## Interlandcarrière
Met het Nederlands voetbalelftal onder 21 nam Zoetebier deel aan het Europees kampioenschap voetbal onder 21 - 1992 waar Nederland in de kwartfinale werd uitgeschakeld door Zweden. In mei 1992 werd hij met het Nederlands olympisch voetbalelftal in een barrage na twee gelijke spelen op uitdoelpunten uitgeschakeld door Australië voor deelname aan de Olympische Zomerspelen 1992.
Zoetebier zat in 2004 tweemaal op de bank bij Nederlands elftal achter Edwin van der Sar, maar tot een optreden in Oranje kwam het niet. Ook fungeerde hij meermaals als derde doelman in de selectie.

## Trainerscarrière
Na zijn carrière, van mei 2008 tot en met 2011, was Zoetebier keeperstrainer bij FC Volendam. In juli 2015 keerde hij voor een seizoen terug in die rol.
Zoetebier is gehuwd met de dochter van ex-FC Volendam-speler Dick de Boer, die actief was als assistent-trainer van Vitesse. Hij woont samen met zijn vrouw en twee dochters in Volendam. Zoetebier was van 2018 tot 2021 keeperstrainer bij FC Volendam. In 2021 werd hij keeperstrainer bij Vitesse, waar hij tot 2023 werkzaam was.

## Statistieken
| Jaren     | Competitie     | Club        | Wedstrijden | Doelpunten |
| --------- | -------------- | ----------- | ----------- | ---------- |
| 1988–1997 | Eredivisie     | FC Volendam | 220         | 0          |
| 1997–1998 | Premier League | Sunderland  | 0           | 0          |
| 1998–2000 | Eredivisie     | Feyenoord   | 1           | 0          |
| 2000–2001 | Eredivisie     | Vitesse     | 37          | 0          |
| 2001–2004 | Eredivisie     | Feyenoord   | 59          | 0          |
| 2004–2006 | Eredivisie     | PSV         | 9           | 0          |
| 2006–2008 | Eredivisie     | NAC Breda   | 33          | 0          |
| Totaal    | Totaal         | Totaal      | 359         | 0          |

## Erelijst
| Competitie                     |           |                  |           |           |
| Competitie                     | Aantal    | Jaren            |           |           |
| Feyenoord                      | Feyenoord | Feyenoord        | Feyenoord | Feyenoord |
| ------------------------------ | --------- | ---------------- | --------- | --------- |
| Internationaal                 |           |                  |           |           |
| UEFA Cup                       | 1x        | 2001/02          |           |           |
| Nationaal                      |           |                  |           |           |
| Eredivisie                     | 1x        | 1998/99          |           |           |
| Johan Cruijff Schaal           | 1x        | 1999             |           |           |
| PSV                            |           |                  |           |           |
| Eredivisie                     | 2x        | 2004/05, 2005/06 |           |           |
| KNVB beker                     | 1x        | 2004/05          |           |           |
| Individueel                    |           |                  |           |           |
| Nederlands keeper van het jaar | 1x        | 2001/02          |           |           |